# Scutellaria incarnata
Scutellaria incarnata là một loài thực vật có hoa trong họ Hoa môi. Loài này được Vent. miêu tả khoa học đầu tiên năm 1807.